# Purpernekspinnenjager
De purpernekspinnenjager (Kurochkinegramma hypogrammicum) is een zangvogel uit de familie  Nectariniidae (honingzuigers) die voorkomt in Zuidoost-Azië.

## Kenmerken
De lichaamslengte bedraagt 12,7 tot 15,0 cm en de vogel weegt tussen de 7,8 en 13,5 g. Het is een vrij grote honingzuiger met gestreepte borst. Het mannetje van de nominaat is van boven donker loijfgroen met een opvallende purperblauw bandje achter op de nek en hetzelfde blauw achter op de stuit. Vanonder is de vogel iets lichter olijfgroen, met donker olijfgroene strepen. Het vrouwtje verschilt van het mannetje, ze is wat doffer van kleur en mist het purperblauw.

## Verspreiding en leefgebied
Er zijn 5 ondersoorten:
- K. h. lisettae (N-Myanmar, ZW-China, N-Thailand tot halverwege Indochina)
- K. h. mariae (Z-Indochina)
- K. h. nuchale (Malakka)
- K. h. hypogrammicum (Sumatra en Borneo)
- K. h. natunense (Natuna-eilanden)

Het leefgebied bestaat een aantal typen bos waaronder moerasbos, secundair regenbos, plantages en soms in tuinen, zowel in laagland als in heuvelland tot op 1200 m boven de zeespiegel.

## Status
De purpernekspinnenjager heeft een groot verspreidingsgebied en daardoor is de kans op de status  kwetsbaar (voor uitsterven) gering. De grootte van de populatie is niet gekwantificeerd. Men veronderstelt dat de soort in aantal stabiel is en om deze redenen staat deze honingzuiger als niet bedreigd op de Rode Lijst van de IUCN.